# Otherside of the Game
Albums de Big Shug
Street Champ
(2007) I.M.4EVA (Invincible Music 4 Eva)
(2012)
Otherside of the Game est le quatrième album studio de Big Shug, sorti le 4 novembre 2008.

## Liste des titres
| No  | Titre                                                            | Contient un (des) sample(s) de               | Durée |
| --- | ---------------------------------------------------------------- | -------------------------------------------- | ----- |
| 1.  | Intro                                                            |                                              | 0:45  |
| 2.  | Soundcheck                                                       |                                              | 2:33  |
| 3.  | When I Strike                                                    | Pure Imagination de Gene Wilder              | 3:58  |
| 4.  | What It Means (featuring Billy Danze et Frankie Wainwright)      |                                              | 4:05  |
| 5.  | Like a Muhfucka                                                  |                                              | 2:09  |
| 6.  | Murdapan                                                         |                                              | 3:57  |
| 7.  | 123 Bang (featuring Bumpy Knuckles et Hectic)                    |                                              | 4:15  |
| 8.  | Bring It Back                                                    |                                              | 2:52  |
| 9.  | My Boston (featuring Singapore Kane et Termanology)              | In the Winter de Janis Ian                   | 4:07  |
| 10. | Better                                                           |                                              | 3:16  |
| 11. | Lonely Heart                                                     |                                              | 3:20  |
| 12. | The Meaning of Hardcore                                          | Archipelag de Budka Suflera                  | 2:10  |
| 13. | Protection                                                       | I Don't Want to Lose You de Carolyn Franklin | 2:17  |
| 14. | Militant Soldiers, Pt. 2 (featuring Blaq Poet et Singapore Kane) |                                              | 3:31  |
| 15. | Keep Calling Me                                                  |                                              | 3:14  |
| 16. | Young Death                                                      |                                              | 4:02  |